# Journal of Refractive Surgery
Das Journal of Refractive Surgery, abgekürzt J. Refractive Surg., ist eine wissenschaftliche Fachzeitschrift, die vom Slack-Verlag im Auftrag der International Society of Refractive Surgery veröffentlicht wird. Die Zeitschrift wurde 1985 unter dem aktuellen Namen gegründet, änderte ihn von 1989 bis 1994 in Refractive and Corneal Surgery bevor Ende 1994 wieder der Name Journal of Refractive Surgery angenommen wurde. Sie erscheint mit zwölf Ausgaben im Jahr. Es werden Arbeiten veröffentlicht, die sich mit chirurgischen Eingriffen an den brechenden Medien des Auges beschäftigen (Refraktive Chirurgie).
Der Impact Factor lag im Jahr 2014 bei 3,468. Nach der Statistik des ISI Web of Knowledge wird das Journal mit diesem Impact Factor in der Kategorie Augenheilkunde an sechster Stelle von 57 Zeitschriften und in der Kategorie Chirurgie an 22. Stelle von 198 Zeitschriften geführt.